# Naval Air Station Sigonella
Naval Air Station Sigonella er en militær flybase ca. 16 km vest for Catania, Sicilien, i kommunen Motta Sant’Anastasia, ved landsbyen Sigonella. Flyvepladsen er hjemsted for US Navy (NAS Sigonella, The Hub of the Med),
og det italienske luftvåbens 41°Stormo med maritime patruljefly.
Den 19. marts 2011 fløj seks danske F-16-fly og 132 flyversoldater til Naval Air Station Sigonella, hvorfra den internationale aktion mod Muammar al-Gaddafis styrker i Libyen skal koordineres. Se også Oprøret i Libyen 2011

## Naval Air Station Sigonella
Den amerikanske del af flyvepladsen omfatter to indretninger: I den afsidesliggende afdeling NAS I ligger stabs- og forvaltningsbygningerne, skoler, sygehus, radiostationen og en del af boligerne for soldaterne og deres familier. Derudover er der i nærheden beboelseskvartererne Mineo og Marinai med de dertil hørende sociale indretninger. NAS II danner den egentlige militære base. På grund af basens strategisk gunstige placering i den centrale del af Middelhavet er den ikke kun en vigtig base for den 6. Flådes marinefly, men også som transport- og logistikcentral for hele USA's forsvar for operationer i Mellemøsten og i det Indiske Ocean. Foruden de maritime patruljefly Lockheed P-3 bliver den særligt benyttet af US Air Forces transportfly. Depotet Defense Logistics Agency i NAS II er USAs næststørste militære forsyningscenter ved Middelhavet. Der er mere end 40 andre amerikanske militærenheder i og omkring Sigonella, hvor i alt ca. 4.000 amerikanske soldater bor sammen med deres familier.

## 41º Stormo
I den nordøstlige af del ligger den italienske del af den militære lufthavn, hvor det italienske luftvåbens søopklarings-eskadrille 41º Stormo befinder sig, som er udstyret med det langtrækkende maritime patruljefly af typen Breguet Atlantic. Flyene er operativt kontrolleret af den italienske marine med besætninger fra begge værn. Til denne enhed hører også et vedligeholdelses- og et uddannelsescenter.

## Alliance Ground Surveillance
NATO indrettede i februar 2009 på Naval Air Station Sigonella en base for deres luftopklaringssystem Alliance Ground Surveillance. Det er baseret på det ubemandede fly RQ-4 Global Hawk.